# Valižani
Valižani (valižansko Cymry) so etnična skupina in narod, ki izvira iz Walesa in je povezan z valižanščino. V zgodovinskem pogledu je bila ta njihov prvi jezik, vendar jo v zadnjih letih v večini Walesa izpodriva angleščina. Zgodovinar John Davies meni, da lahko »Valižanski narod« izsledimo že konec 4. in v zgodnjem 5. stoletju, po odhodu Rimljanov z Britanskega otočja, a se naj bi britonski keltski jeziki na območju Walesa govorili že precej dlje. Sam pojem »Valižani« se nanaša na prebivalce Walesa in ljudi z valižanskimi koreninami, ki o sebi menijo (ali o njih tako menijo drugi), da si z Valižani delijo kulturno dediščino in krvne prednike. Dandanes je Wales država Združenega kraljestva, večina ljudi, ki živi znotraj Walesa, pa ima britansko državljanstvo.
Raziskava valižanskih priimkov, ki jo je naročila Valižanska vlada, pravi, da ima 718.000 ljudi (35 % valižanskega prebivalstva) priimek valižanskega izvora. Ta odstotek je 5,3 % v ostalih delih Združenega kraljestva, 4,7 % na Novi Zelandiji, 4,1 % v Avstraliji in 3,8 % v ZDA. V državah, ki jih je raziskava zajela, se skupna številka giblje okrog 16,3 milijona.